# Mønster
 For alternative betydninger, se Mønster (flertydig). (Se også artikler, som begynder med Mønster)
Et mønster er et system af motiver, former, linjer, farver eller lignende, der udgør en regelmæssig struktur, oftest opbygget af enkle og forudsigelige gentagelser, og såvel naturligt forekommende som menneskeskabt.  
Selvom man kan opfatte mønstre med alle sanser, er visuelle eller geometriske mønstre, fx spiraler, mæandre, tern eller striber, de almindeligst forekommende. Mønstre i naturen gentager sig ofte på samme måde som fraktaler, idet mønstre har en underliggende matematisk struktur.
Inden for videnskabeligt arbejde kan analyse af data afdække hidtil usynlige og ukendte mønstre.[kilde mangler]
Inden for kunst og arkitektur benyttes mønstre ofte for at opnå bestemte virkninger. Mønstre kan benyttes som forlæg inden for tekstilfremstilling (fx syning, broderi eller knipling) eller kunsthåndværk (fx billedskærer- eller guldsmedearbejde)

## Eksempler
- Sand og brædder danner mønstre
- Mønstre i malet træ
- Engelsk havemur
- Mønstre i sandet og i vandet
- Klinkefortov i Hasle
- Husfacade i Rønne
- Pige i prikket kjole